# ウォルター・フィッチ

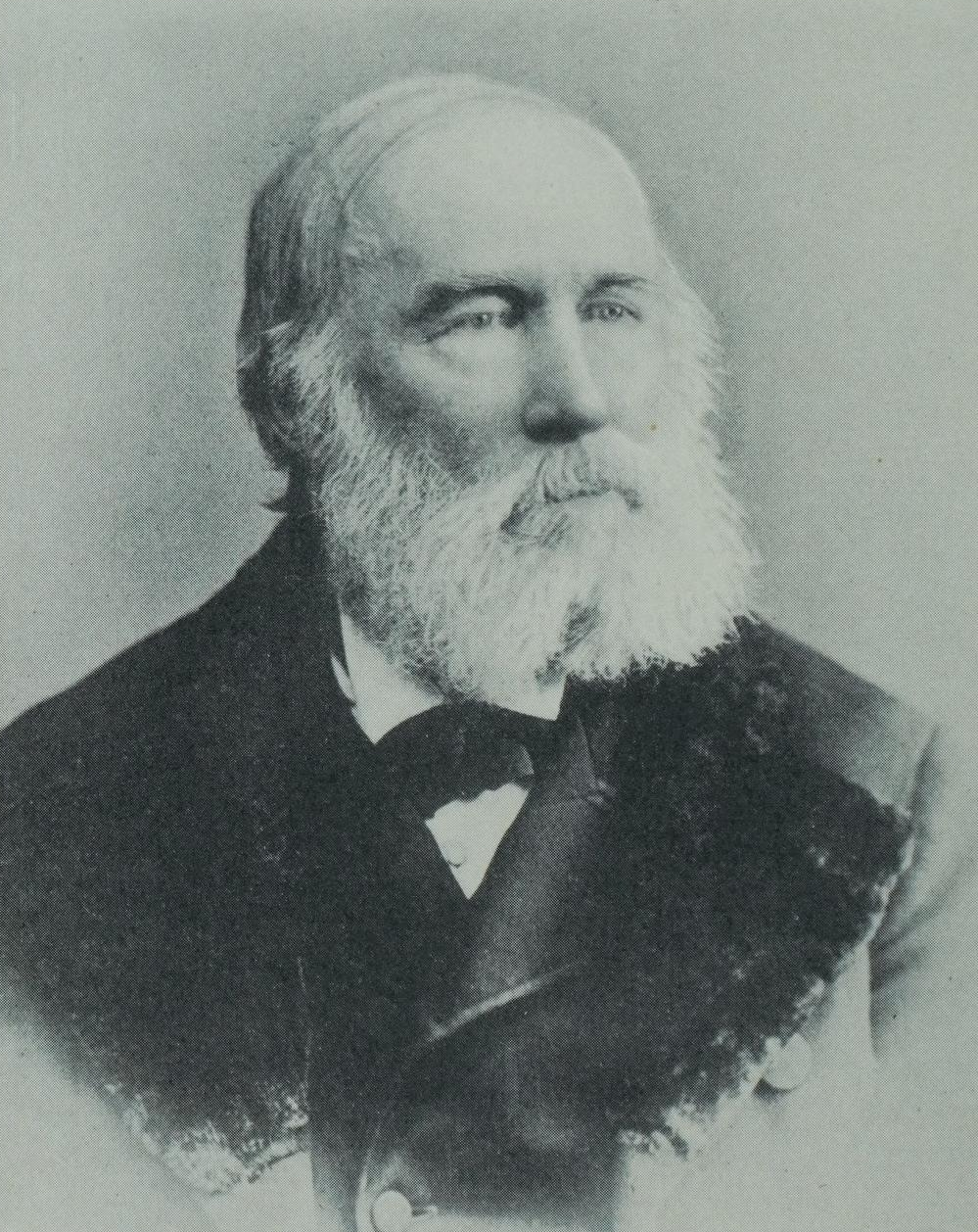
ウォルター・フィッチ

ウォルター・フッド・フィッチ（Walter Hood Fitch、1817年2月28日 - 1892年）は、イギリスの植物画家である。10,000以上の植物画を描いた。『カーティス・ボタニカル・マガジン』には年間200枚あまり、トータルで2,700枚の彩色リソグラフを製作した。

## 生涯
スコットランドのグラスゴーに生まれた。17歳から染色の仕事についたが、植物学教授、植物画家で『カーティス・ボタニカル・マガジン』の編集者のウィリアム・ジャクソン・フッカーに出会ったことによって植物画の世界に入った。1834年に最初のリソグラフが『カーティス・ボタニカル・マガジン』に掲載され、すぐに『カーティス・ボタニカル・マガジン』の主要な植物画家となった。1841年にフッカーがキューガーデンの園長に任じられるとフィッチもロンドンに移り住んだ。1841年からキュー・ガーデンが公式、非公式に発行した出版物の主要画家となった。フィッチへの報酬はフッカーが個人の資産から支払った。同時に、異なる出版物の仕事をすることは珍しくなく、時間を節約するためにリソグラフの石版の上に直接描画した。フィッチはフッカーらが提供した植物のイラストをベースにして、華麗な植物画を製作した。フィッチの代表的な作品はフッカーの『蘭科百選』（"A century of orchidaceous plants" (1851)）やジェームズ・ベイトマンの『オドントグロッサム属の研究』（"A Monograph of Odontoglossum"(1864–74)）がある。フッカーの『植物図鑑』（"Icones Plantarum" (1836–76)）にも500の図版を描いたとされる。その他にもジョセフ・ダルトン・フッカーがインドから戻ると、J.D.フッカーの"Rhododendrons of Sikkim Himalaya" (1849–51) と Illustrations of Himalayan Plants (1855)の図版を製作した。報酬に関してフッカーと争って1877年に『ボタニカル・マガジン』とキュー・ガーデンの仕事をやめた。ヘンリー・ジョン・エルウェス（Henry John Elwes）の『ユリ科の研究』（"Monograph of the Genus Lilium" (1877-80)）などに図を描き、1888年まで植物画家として働いた。
彼の甥、ジョン・ニュージェント・フィッチも『カーティス・ボタニカル・マガジン』のために図版を制作した植物画家となった。

## フィッチの植物画

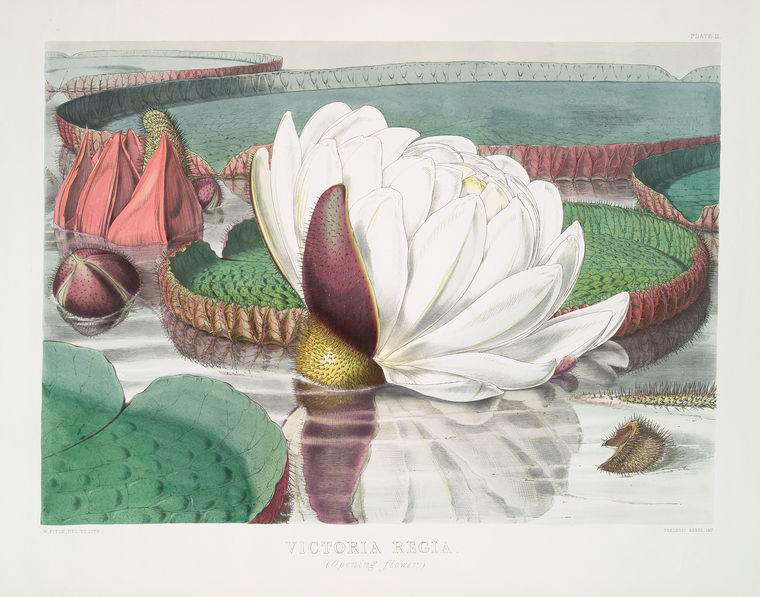
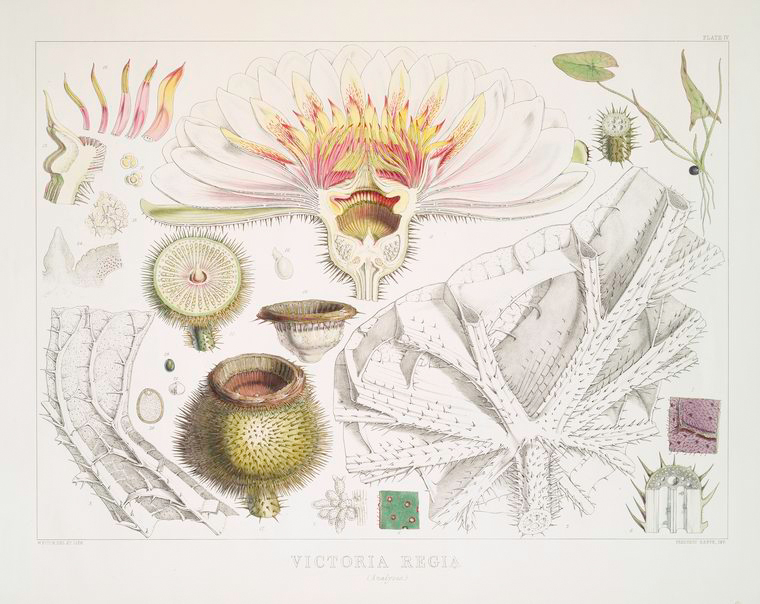